# Eustomias pacificus
Eustomias pacificus es una especie de pez de la familia Stomiidae en el orden de los Stomiiformes.

## Morfología
Los machos pueden llegar a alcanzar los 15,7 cm de longitud total.

## Hábitat
Es un pez de mar y de aguas profundas que vive hasta 1.000 m de profundidad.

## Distribución geográfica
Se encuentra frente a las costas de Oahu (Hawái) y, también en el Pacífico occidental central.